# 미안해 사랑해 고마워
"미안해 사랑해 고마워"는 2015년에 개봉한 대한민국의 영화이다.

## 캐스팅
- 지진희 : 강명환 역
- 김성균 : 허태영 역
- 성유리 : 한서정 역
- 김영철 : 최강칠 역
- 이계인 : 홍종구 역
- 곽지혜 : 선은유 역
- 서강준 : 한상규 역
- 강신효 : 이종혁 역
- 유혜인 : 지민 역
- 김선경 : 주인영 작가 역
- 신민철 : 추 실장 역
- 이주연 : 정혜미 역
- 최지원 : 강채윤 역
- 정은표 : 오성근 역
- 정진 : 용식 역
- 임현성 : 장 팀장 역
- 김재화 : 최미연 역
- 최영 : 홍준일 역
- 정영기 : 선양우 역
- 윤대열 : 인봉 역
- 이재구 : 송 팀장 역
- 임종윤 : 기획사 대표 역
- 김수연 : 오 선생 역
- 정우영 : 조연출 역
- 이영은 : 진숙 역
- 강혜나 : 현자 역
- 설주미 : 김 간호사 역
- 김윤영 : 박 간호사 역
- 임세랑 : 의료진 (태양 배우) 역
- 조성동 : 장창수 간호조무사 역
- 남정희 : 양평댁 역
- 이정은 : 화순댁 역
- 어성욱 : 양평댁 아들 역
- 김동곤 : 오상목 역
- 고강수 : 두건남 역
- 박지연 : 터프녀 역
- 이성호 : 어린 강칠 역
- 박현수 : 어린 종구 역
- 강민호 : 조 형사 역
- 김원중 : 수배자 역
- 김원진 : 백만기 역
- 정기섭 : 모자남 역
- 양스자난 : 모자남 아내 역
- 안정우 : 모자남 아이 역
- 이장원 : 참고인 역
- 스기모토 아즈미 : 일본 리포터 역
- 김흥태 : 장례식장 건장남 역
- 정웅인 : 박 피디 역 (특별출연)